# Stolper See
Der Stolper See liegt im Südwesten des Kreises Plön am westlichen Rand des östlichen Hügellandes von Schleswig-Holstein. Der Ort Stolpe liegt direkt am See, die Gemeinde Stolpe ist teilweise Eigentümer des Sees. 
Der Stolper See ist einer der Seen, die vom Fluss Alte Schwentine durchflossen werden. Sie mündet im Südosten bei Gut Perdöl in den Stolper See und verlässt ihn im Norden in der Nähe der Depenauer Mühle. Ein weiterer Zufluss des Stolper Sees ist die Schierenseer Au, die im Süden einmündet. Er ist 132,6 ha groß und bis zu 14,6 m tief. Seine Länge beträgt etwa 2,5 km. An der breitesten Stelle ist er etwa 700 m breit.